# Sam Meech
Pour les articles homonymes, voir Meech.
Sam Meech est un skipper néo-zélandais né le 4 avril 1991. Il a remporté la médaille de bronze du Laser standard masculin aux Jeux olympiques d'été de 2016 à Rio de Janeiro.